# Lantabat
Lantabat é uma comuna francesa na região administrativa da Nova Aquitânia, no departamento dos Pirenéus Atlânticos. Estende-se por uma área de 27,91 km². Em 2010 a comuna tinha 284 habitantes (densidade: 10,2 hab./km²).